# Umwelttechnologie-Studium
Umwelttechnologie ist ein interdisziplinärer Studiengang mit dem Fokus auf Nachhaltigkeit entlang der gesamten Wertschöpfungskette. Der Studiengang Umwelttechnologie ist mathematisch-naturwissenschaftlich ausgerichtet und vereint die Themen Umweltschutz, Recycling und nachhaltiges Produktdesign.
Diese ingenieurwissenschaftliche Ausbildung wird vor allem in dem Bereich „Green Technologies“ benötigt.
Manchmal wird auch die Bezeichnung Umwelttechnik verwendet, wobei nicht nur der Name, sondern auch die Inhalte des Studiums variieren können.
Der Studiengang ist meistens praxisnah angelegt und an die Belange der Industrie ausgerichtet.

## Studium
Umwelttechnologie wird als Studiengang sowohl an Universitäten als auch an Fachhochschulen angeboten.
Der Studiengang Umwelttechnologie ist mathematisch-naturwissenschaftlich ausgerichtet und vereint die Themen Umweltschutz, Recycling und nachhaltiges Produktdesign. Gewässer- und Bodenschutz, Luftreinigung und Immissionsschutz. Abfallentsorgung und erneuerbare Energien sind ebenfalls wichtige Themenfelder des Studiums.
Je nach Hochschule sind Laborpraktika und praktische Projektversuche wichtige Bestandteile des Curriculums.
Zusätzlich zu den Pflichtmodulen können die Studierenden an manchen Standorten weitere Zusatzkompetenzen erwerben, zum Beispiel aus der Wirtschaft oder soziale Kompetenz.
Der Studiengang sieht meist 6 theoretische und 1 praktisches Semester vor.
Der erworbene Abschluss ist Bachelor of Engineering.

## Standorte
Am Campus Burghausen, dem Standort der Technischen Hochschule Rosenheim wird der Studiengang Umwelttechnologie ab dem Wintersemester 2020/21 angeboten.
Der Bachelorstudiengang Umwelttechnologie kann an der Fachhochschule Nordwestschweiz in Muttenz studiert werden.
Die Ostbayerische Technische Hochschule Amberg-Weiden bietet den Masterstudiengang Umwelttechnologie an.
MCI Management Center Innsbruck bietet den Bachelorstudiengang Umwelt-, Verfahrens- und Energietechnik an.